# 张信 (主教)
张信（1911年10月23日—1999年9月10日），山西太原人，原天主教太原教区主教。
张信于1931年在洞儿沟入方济各会，次年进入太原大修院。1937年晋铎，此后曾历任阳曲、五台、忻县、圪㙩沟、太原总堂本堂神甫。1942年入读司铎书院，后转入北平辅仁大学。此后，他曾出任太原修道院院长。1981年，由时任中国天主教爱国会主席宗怀德主教祝圣为太原教区正权主教。此外，他还曾任山西省政协委员、太原市人大代表等职。1994年退休。1999年9月10日因病去世，终年88岁。